# Ches Smith

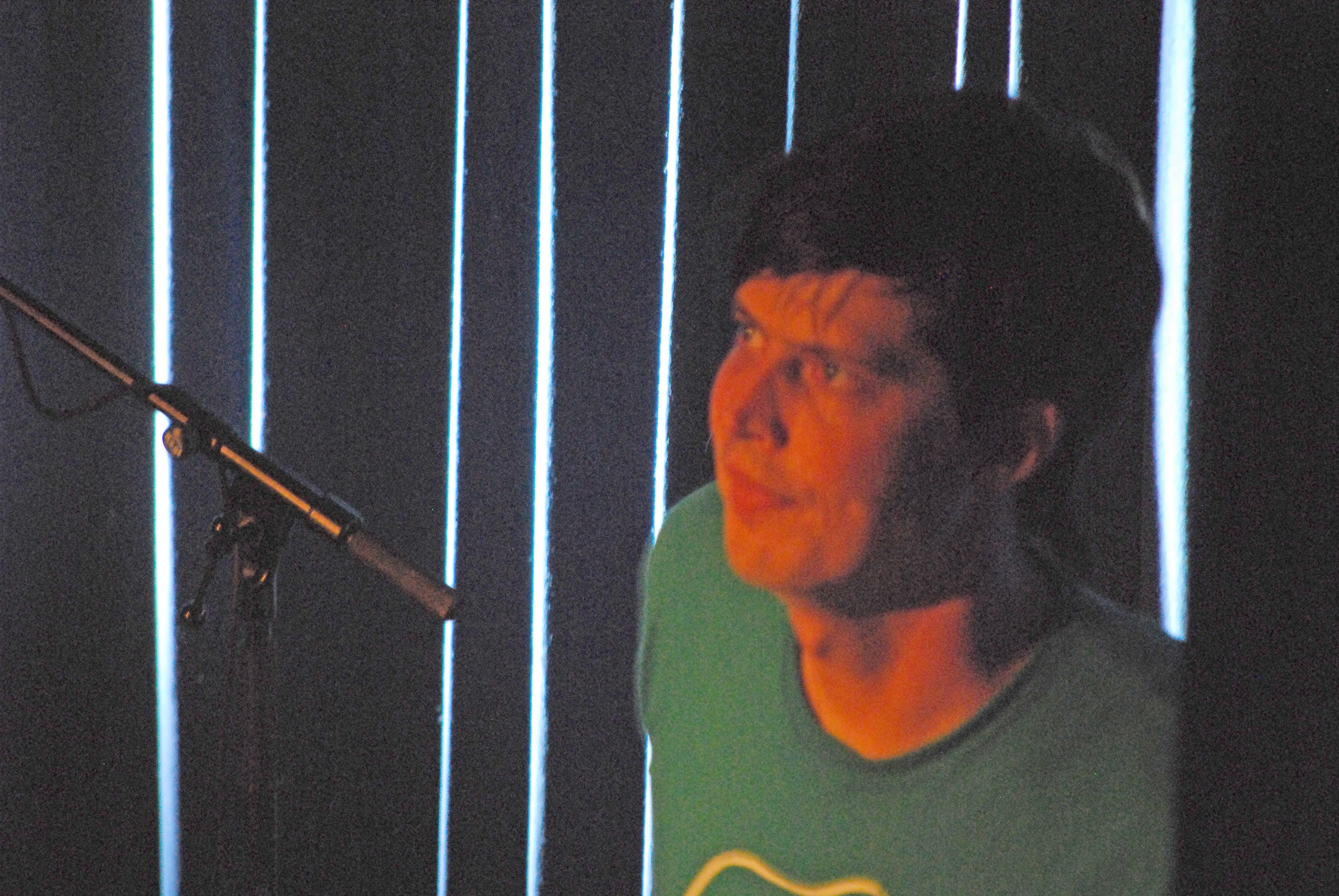
Ches Smith tijdens een concert met Marc Ribot en Ceramic Dog, 2009

Ches Smith is een Amerikaans drummer, percussionist en vibrafonist die op verschillende terreinen actief is: hij speelt bijvoorbeeld zowel in experimentele-rockbands als in grote jazz-ensembles. Hij heeft gespeeld met onder meer Good for Cows, Ceramic Dog (een band van Marc Ribot), Mr. Bungle, Secret Chiefs 3 (met John Zorn), Xiu Xiu, Trevor Dunn, Mary Halvorson, Carla Bozulich, Beat Circus, Sean Hayes en Fred Frith.   

## Discografie
- Congs For Brums , Free Porcupine Society, 2006
- Finally Out Of My Hands (met 'These Arches'), Skirl Records